# 緑の党 (フランス)
緑の党（みどりのとう、仏：Les Verts）は、かつて存在したフランスの環境政党。創設は1982年であるが、それ以前に運動の先駆的理論家であるルネ・デュモンが1974年フランス大統領選挙に立候補した。環境政党の国際組織であるグローバルグリーンズ、欧州では欧州緑の党にそれぞれ加盟した。2010年11月13日、ヨーロッパ・エコロジー＝緑の党となった。

## 歴史・概要
1974年、環境保護運動が政治的、社会的に高まりを見せる中で、地方・国政および欧州議会レベルの各級選挙に候補者を出すようになった。上述のように大統領選挙に環境保護論者を代表して立候補したデュモンの挑戦の後、正式に政党として組織化が始まり、フランスの環境保護主義者は「エコロジー78」、「エコロジー・ヨーロッパ」、「今日の環境」といった団体を設立し選挙に参加していった。1982年に「環境主義者党」（環境政党）と「環境連合」が合同し緑の党が設立された。緑の党の創設者のひとりで理論的指導者であったアントワーヌ・ヴェシュテル の下、党勢を拡大していった。1988年フランス大統領選挙ではヴェシュテルが党公認候補として立候補し、3.8パーセントに当たる115万票を獲得した。1989年欧州議会選挙ではヴェシュテルを比例代表名簿1位に掲載し選挙戦に臨み、約192万票（10.59パーセント）を獲得した。
しかし、党内ではヴェシュテルの「右翼にも左翼にも与しない」路線に批判が出、左翼に大きく舵を切ることとなり、1994年ヴェシュテルは離党し、独立環境運動（独立エコロジー運動）を結成する。1995年大統領選挙には、ドミニク・ヴォワネが立候補し、101万票（3.8パーセント）を獲得した。1997年の国民議会選挙で緑の党は7議席を獲得した。選挙後、緑の党はフランス社会党、フランス共産党と連立内閣を結成することで合意し、リオネル・ジョスパン内閣に参加し、ヴォワネは環境相として入閣した。
1999年欧州議会選挙では、1968年五月革命の指導者として知られる「赤いダニー」こと、ダニエル・コーン＝ベンディットを代表に臨み、171万5450票（9.72パーセント）、7議席を獲得した。
2002年大統領選挙では、当初、アラン・リピエッツが候補となったが、ニュース・キャスター出身のノエル・マメールと交代し、149万5901票（5.25パーセント）を獲得した。この得票率は公費助成の5パーセントを超え、緑の党が獲得した最大のものであったが、一方で国民議会選挙では振るわず3議席に終わった。
2002年党内反主流派であったジル・ルメール が党全国書記に就任した。 ルメールの全国書記就任によって党内抗争は一応の決着を見た。その後ルメールは主流派のヤン・ヴェーリングと交代した。
2004年欧州議会選挙では、8.43パーセントを獲得した。翌2005年に行われた欧州憲法批准をめぐる国民投票では、緑の党は欧州憲法に賛成する立場を表明した。
2007年の4月と5月に行われた大統領選挙には、ドミニク・ヴォワネが党公認候補として立候補し57万6666票（1.57パーセント）を獲得した。そして、同年6月の国民議会選挙では4議席を獲得した。
2010年の11月13日、ヨーロッパ・エコロジーと融合して、ヨーロッパ・エコロジー＝緑の党となった。
2012年の4月と5月に行われた大統領選挙には、エヴァ・ジョリが党公認候補として立候補し82万8345票（2.31パーセント）を獲得した。

## 青年部
緑の党の青年部は2001年ストラスブールで創設され、「緑のネズミ」の通称で知られる。